# Góry Dżawacheckie
Góry Dżawacheckie (orm.: Ջավախքի լեռնաշղթա, trl.: Javakhk'i lerrnashght'a, trb.: Dżawachki lernaszychta; gruz.: ჯავახეთის ქედი, trl.: Javakhet'is K'edi, trb.: Dżawachetis Kedi) – pasmo górskie w południowej Gruzji i północno-zachodniej Armenii. Rozciąga się na długości ok. 50 km. Najwyższy szczyt, Aczkasar, osiąga 3196 m n.p.m. Pasmo zbudowane głównie z trachitów. Zbocza pokryte stepami górskimi oraz łąkami subalpejskimi i alpejskimi.